# 권구원
권구원(權九瑗, 1924년 2월 1일 ~ 2017년 12월 17일)은 대한민국의 독립운동가이다.

## 생애

### 일생
1944년 9월 일본군에 징집되었으나 1945년 1월 11일 중화민국 후난성 중국국민당 중앙군 제9전구지역으로 탈출하였다. 그는 광복군 제1지대 제3전대 제2구대에 편입되어 중화민국 광둥성(廣東省) 뤄창(樂昌) 전선에 배치되어 활동하였고 1945년 중화민국 광둥성(廣東省) 뤄창(樂昌)에서 조선 광복을 목도하였다. 광복한지 1년 후 1946년 대한민국에 귀국 이후 1948년까지 한국독립당 초급행정위원을 지냈으며 1948년 한국독립당 행정자치대표위원을 1967년까지 지냈고 이 와중 1956년 대한민국 국방대학교 행정학사 1기 학위하였으며 이후 1967년 한국독립당 탈당하였다.

### 정당 당원 이력
- 前 한국독립당 초급행정위원(1946년 ~ 1959년)
- 前 한국독립당 행정자치대표위원(1959년 ~ 1967년)
- 前 신민주공화당 특임행정촉탁위원(1988년 ~ 1989년)
- 前 자유민주연합 특임행정촉탁위원(1996년 ~ 1997년)

## 국가 수훈
대한민국 정부에서는 그의 공훈을 기리고자 1963년 대한민국 대통령 표창장을 1990년 대한민국 건국훈장 애족장을 각각 수여하였다.